# Broomfield
Broomfield é um condado e uma cidade localizada no estado americano do Colorado, no Condado de Adams e Condado de Boulder e Condado de Jefferson  e Condado de Weld. A cidade foi incorporada em 1961.

## Demografia
Segundo o censo americano de 2000, a sua população era de 38.272 habitantes.
Em 2006, foi estimada uma população de 45.116, um aumento de 6844 (17.9%).

## Geografia
De acordo com o United States Census Bureau tem uma área de 71,1 km², dos quais 70,2 km² cobertos por terra e 0,9 km² cobertos por água.

## Localidades na vizinhança
O diagrama seguinte representa as localidades num raio de 16 km ao redor de Broomfield.